# Beba Idelson
Beba Idelson (hebr.: בבה אידלסון, ur. 14 października 1885 w Jekaterynosławiu (ob. Dniepr na Ukrainie), zm. 5 grudnia 1975) – izraelska polityk, w latach 1949–1965 poseł do Knesetu z listy Mapai.
W wyborach parlamentarnych w 1949 po raz pierwszy dostała się do izraelskiego parlamentu. Zasiadała w Knesetach I, II, III, IV i V kadencji.
W Knesecie zasiadał także jej były mąż Jisra’el Bar-Jehuda